# Lime séchée

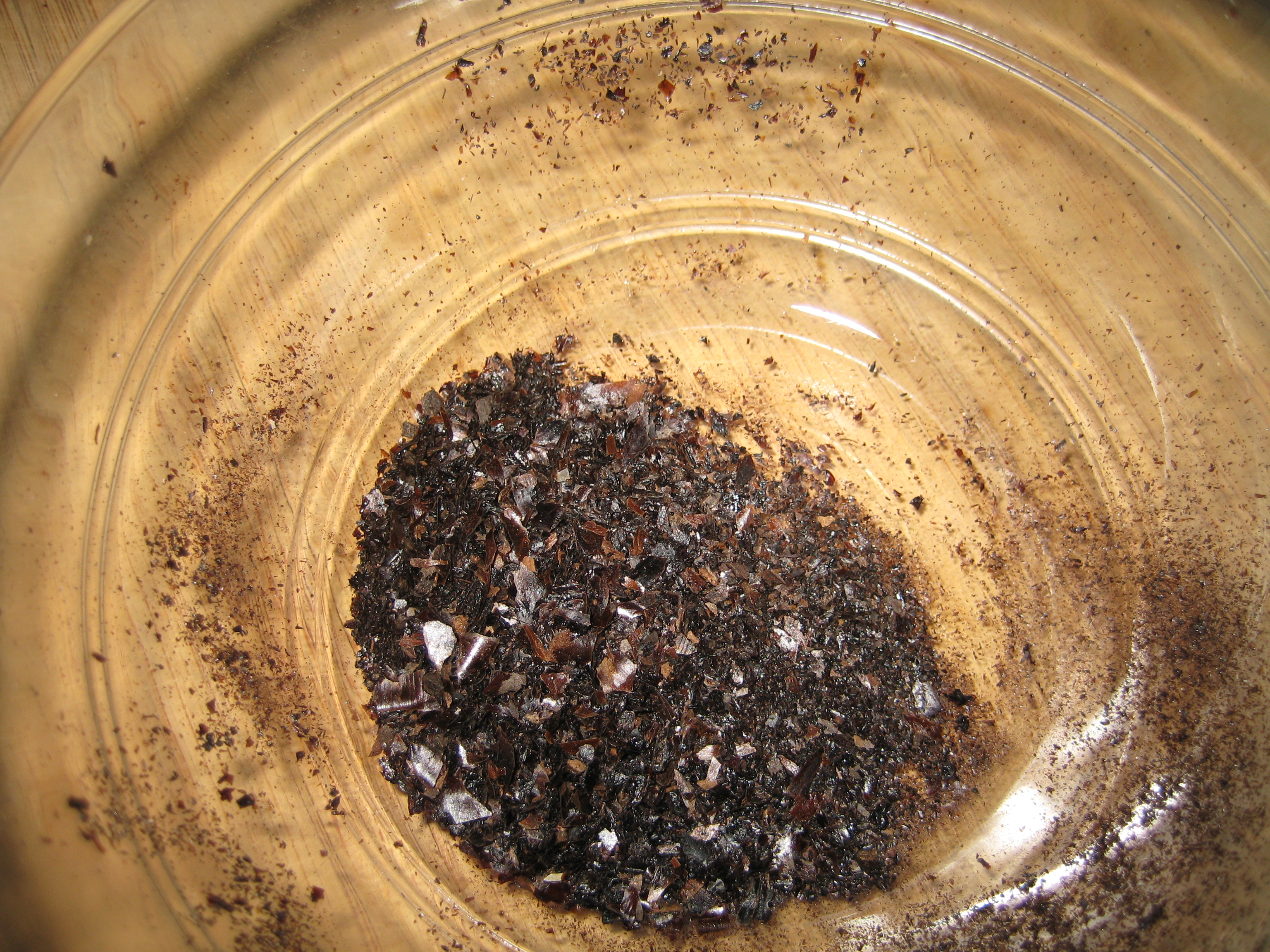
Limes séchées moulues.

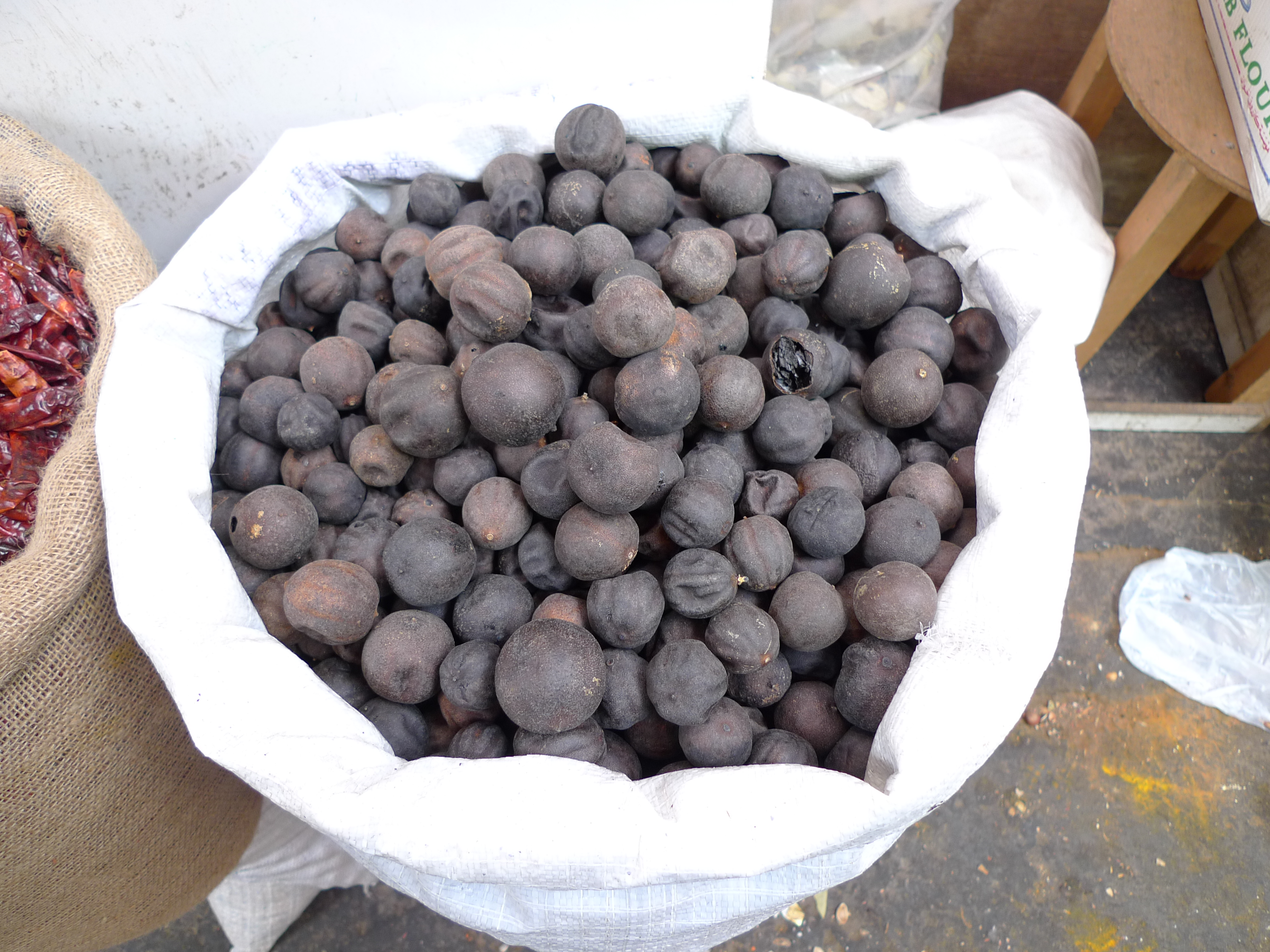
Limes séchées entières, en vente sur le marché couvert de Manama (Bahreïn).

La  lime séchée (aussi appelée : lime noire ; noomi basra (Iraq) ; limoo amani (Iran) ; limoo (Oman) ; loomi) est une lime qui a été déshydratée, habituellement après avoir été exposée au soleil. Les limes séchées peuvent être utilisées entières, tranchées ou moulues, principalement en tant qu'épice dans les plats du Moyen-Orient. Originaires du golfe Persique — d'où leur nom perse limoo amani (limes d'Oman) et leur nom irakien noomi basra (limes de Bassora) —, elles sont populaires dans la cuisine du Moyen-Orient.

## Utilisation
Les limes séchées sont utilisées pour ajouter une saveur acide aux plats. Dans la cuisine iranienne, elles sont utilisées pour donner du goût aux ragoûts et aux soupes. Autour du golfe Persique, elles sont cuisinées avec du poisson, alors qu'en Irak elles sont réduites en poudre et ajoutées aux plats à base de riz ainsi qu'aux farces. Elles sont aussi utilisées dans la recette d'une boisson chaude appelée hamidh. Les limes séchées réduites en poudre sont aussi utilisées comme ingrédient dans le baharat du golfe Persique (mélange d'épices utilisé pour assaisonner le plat nommé kabsa ou kebsa).

## Arôme
Les limes séchées ont un arôme puissant. Elles ont un goût acide et citronné et également un goût terreux et quelque peu fumé. En revanche, elles n'ont pas la douceur des limes fraîches. Parce qu'elles sont confites avant d'être séchées, elles ont également un arôme légèrement amer et fermenté, mais les accents amers sont principalement concentrés dans la peau de la lime et les pépins.

## Voir également